# Gerhard Voigtländer

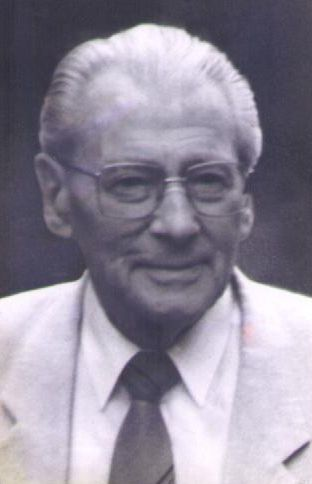
Gerhard Voigtländer

Gerhard Voigtländer (* 25. November 1912 in Ströbeck bei Halberstadt; † 7. Mai 2003 in Freising) war ein deutscher Pflanzenbau- und Grünlandwissenschaftler. Von 1963 bis 1982 leitete er das Institut für Grünlandlehre an der Technischen Hochschule München in Weihenstephan. Er gilt als einer der Wegbereiter für eine wissenschaftlich fundierte Grünlandökologie.

## Leben
Gerhard Voigtländer entstammte einer alteingesessenen Bauernfamilie in der Halberstädter Börde. Er besuchte die Volksschule in Ströbeck und das Domgymnasium in Halberstadt, wo er 1932 das Abitur bestand. Anschließend absolvierte er eine zweijährige landwirtschaftliche Lehrzeit. Ab 1934 studierte er Landwirtschaft an der Technischen Hochschule München und an der Universität Halle (Saale) und erwarb 1937 den Titel Diplomlandwirt. Zeitweise musste er für seinen erkrankten Vater die Leitung des elterlichen Gutsbetriebes übernehmen. Es folgte eine zweijährige Tätigkeit bei einem Stuttgarter Unternehmen für Bodenkultur und Tiefbau. Von 1939 bis 1945 diente er als Soldat in der Wehrmacht.
Durch die nach dem Ende des Zweiten Weltkrieges in der Sowjetischen Besatzungszone durchgeführte Bodenreform verlor Voigtländer 1945 seinen elterlichen Gutsbetrieb. In Schwaben, der Heimat seiner Frau, fand er ein neues zu Hause. Zunächst leitete er einen landwirtschaftlichen Betrieb, doch 1948 nahm er ein Angebot von Walther Brouwer, dem Direktor des Instituts für Pflanzenbau und Pflanzenzüchtung der Landwirtschaftlichen Hochschule Hohenheim an, eine Doktorarbeit anzufertigen. 1950 promovierte er dort mit der Dissertation Die Güllewirtschaft und die Verhütung der Gülleschäden in Grünlandbetrieben. Unmittelbar nach seiner Promotion wurde er wissenschaftlicher Mitarbeiter bei der Ruhrstickstoff-Aktiengesellschaft Bochum in Stuttgart. In dieser Funktion hat er in Vorträgen und Einzelgesprächen Landwirte bei der Anwendung mineralischer Düngemittel beraten.
Nach siebenjähriger erfolgreicher Beratungstätigkeit zog es Voigtländer wieder in die Wissenschaft zurück. Sein Doktorvater Walther Brouwer hatte ihm 1957 angeboten, an seinem Institut an der Landwirtschaftlichen Hochschule Hohenheim eine Stelle als wissenschaftlicher Mitarbeiter zu übernehmen und gleichzeitig die Möglichkeit eröffnet, sich zu habilitieren. Diesem Angebot folgte Voigtländer ein Jahr später.
In Hohenheim koordinierte Voigtländer die Experimente auf dem großen Versuchsfeld des Hohenheimer Pflanzenbau-Instituts mit denen des Versuchsgutes Oberlindenhof auf der Schwäbischen Alb. 1960 wurde ihm der Titel eines Wissenschaftlichen Rates verliehen. 1963 habilitierte sich Voigtländer mit der Schrift Über die Abhängigkeit der Ertragsbildung und Ertragshöhe bei einigen landwirtschaftlichen Kulturpflanzen von Boden und Klima in zwei verschiedenen Höhenlagen. Er erhielt die Venia legendi für das Fachgebiet Acker- und Pflanzenbau einschließlich Grünlandwirtschaft.
Unmittelbar nach seiner Habilitation wurde Voigtländer zum Professor ernannt und auf den neugegründeten Lehrstuhl für Grünlandlehre an der Technischen Hochschule München in Weihenstephan berufen. Mit technischen und wissenschaftlichen Mitarbeitern hat er in den folgenden Jahren ein nach seinen Plänen konzipiertes Institutsgebäude mit Laborräumen aufgebaut und ein Versuchsfeld eingerichtet. In Weihenstephan wirkte er bis zu seiner Emeritierung im Jahre 1982.

## Forschung und Lehre
Auf den Gebieten der Grünlandlehre und des Ackerfutterbaus beschäftigte sich Voigtländer gemeinsam mit Mitarbeitern und Doktoranden mit Fragen der Weideführung, der Futterbewertung im wachsenden Weidebestand, der Qualität von Frischfutter, der Futterausnutzung auf den Weiden, der Futterkonservierung, der Güllewirtschaft, sowie der Entwicklung von Sportrasenflächen in Abhängigkeit von Pflege und Belastung. Neben diesen überwiegend in den Bereich der angewandten Forschung gehörenden Problemen betrieb er jedoch auch Grundlagenforschung über die Aufnahme von Spurenelementen durch die Pflanzenwurzeln, über die Bildung von Kohlenhydraten in Futterpflanzen, über Bodenfeuchte und Bodenverdichtungen in Grünlandnarben sowie über die komplexen Wirkungsmechanismen der Stickstoffdüngung in der Grünlandnutzung.
Das Wissen über die Flora und über die Ertragsreserven der Alpenweiden hat Voigtländer maßgebend erweitert. Aufgrund seiner Ergebnisse aus zeitaufwendigen, interdisziplinär angelegten Langzeitexperimenten konnte er den Land- und Grünlandwirten nicht nur konkrete Handlungsempfehlungen für den Landschaftsschutz geben. Seine Veröffentlichungen über die Alpenweiden bieten auch heute noch vielfältige Anregungen bei Fragen der Intensivierung und Extensivierung von Grünlandflächen, sowie bei Diskussionen über den Erhalt und die Förderung von Grünlandbiotopen. Mit diesen Forschungsarbeiten gehört er zu den Wegbereitern einer wissenschaftlich fundierten Grünlandökologie.
Die Ergebnisse seiner Forschungsarbeiten veröffentlichte Voigtländer u. a. in der „Zeitschrift für Acker- und Pflanzenbau“, im „Bayerischen Landwirtschaftlichen Jahrbuch“, in der Zeitschrift „Landwirtschaftliche Forschung“ sowie im Journal „Das wirtschaftseigene Futter“. Zu seinen wissenschaftlichen Hauptwerken gehört das mit Norbert Voss verfasste Buch Methoden der Grünlanduntersuchung und -bewertung (1979). Das von ihm gemeinsam mit Helmut Jacob unter Mitwirkung zahlreicher Fachkollegen herausgegebene Buch Grünlandwirtschaft und Futterbau (1987) galt viele Jahre lang als das maßgebende Standardwerk für dieses Fachgebiet.
Als Hochschullehrer hat Voigtländer für alle Fachrichtungen der Agrarwissenschaften jeweils spezielle Lehrveranstaltungen angeboten, wobei Geländeübungen und Exkursionen einen relativ großen Raum einnahmen. Eine Besonderheit für Weihenstephan war das von ihm vertretende Fach Berglandbewirtschaftung. 26 Doktoranden führte er zur Promotion. Drei seiner Schüler habilitierten sich.

## Ehrungen und Auszeichnungen
Aufgrund seiner Fachkompetenz wurde Voigtländer die Leitung wissenschaftlicher Organisationen des Pflanzenbaus und der Grünlandwirtschaft übertragen. Von 1966 bis 1970 war er Vorsitzender der Arbeitsgemeinschaft Grünland und Futterbau in der Gesellschaft für Pflanzenbauwissenschaften. Diese wissenschaftliche Fachgesellschaft wählte ihn für die Amtsperiode 1967 bis 1969 zu ihrem stellvertretenden, für die Amtsperiode 1970 bis 1972 zu ihrem ersten Vorsitzenden und ernannte ihn 1989 zu ihrem Ehrenmitglied. 1984 wurde er mit dem Bundesverdienstkreuz am Bande ausgezeichnet. 1990 verlieh ihm die Landwirtschaftliche Fakultät der Rheinischen Friedrich-Wilhelms-Universität zu Bonn die Ehrendoktorwürde.

## Wichtigste Publikationen
- Die Güllewirtschaft und die Verhütung der Gülleschäden in Grünlandbetrieben. Diss. Landw. Hochschule Hohenheim 1950. Maschinenschrift.
- Die Güllewirtschaft, Entwicklung, Verbreitung, Technik. Frankfurt am Main 1951 = Schriftenreihe des Land- und Hauswirtschaftlichen Auswertungs- und Informationsdienstes H. 9.
- Versuche mit variierter Verteilung der Stickstoffgaben auf Weiden der Schwäbischen Alb. In: Zeitschrift für Acker- und Pflanzenbau Bd. 113, 1961, S. 263–279.
- Über die Abhängigkeit der Ertragsbildung und Ertragshöhe bei einigen landwirtschaftlichen Kulturpflanzen von Boden und Klima in zwei verschiedenen Höhenlagen. Habil.-Schr. Landw. Hochschule Hohenheim 1963. – Zugl. im Buchhandel bei Ulmer, Stuttgart als: Arbeiten der Landwirtschaftlichen Hochschule Hohenheim Bd. 27, 1964.
- Wachstumsverlauf und Weideertrag. In: Das wirtschaftseigene Futter Bd. 10, 1964, S. 3–11.
- Die Frage „Grünland oder Ackerfutterbau“ in pflanzenbaulicher Sicht. In: Bayerisches Landwirtschaftliches Jahrbuch Jg. 43, 1966, S. 43–57.
- Futterwerbung und Futterkonservierung. In: Ernst Klapp: Wiesen und Weiden. Eine Grünlandlehre. Paul Parey, Berlin und Hamburg 1971, S. 498–571.
- Grenzen der Intensivierung im Futterbau. In: Schweizerische Landwirtschaftliche Monatshefte Bd. 52, 1974, S. 298–312.
- Die Grenzen extensiver Grünlandnutzung. In: Bayerisches Landwirtschaftliches Jahrbuch Jg. 52, 1975, S. 573–577.
- Gerhard Voigtländer und Norbert Voss: Methoden der Grünlanduntersuchung und -bewertung. Grünland, Feldfutter, Rasen. Ulmer, Stuttgart 1979.
- Möglichkeiten und Grenzen zur Erhaltung und Förderung der Arten- und Biotopvielfalt. In: Landwirtschaftliche Forschung, Sonderheft 37 = Kongressband 1980, S. 12–19.
- Probleme und Entwicklungen auf dem Dauergrünland und im Feldfutterbau. In: 10. Hülsenberger Gespräche = Schriftenreihe der Schaumann-Stiftung zur Förderung der Agrarwissenschaften, 1984, S. 68–74.
- Grünland und Futterbau. Herausgegeben von Gerhard Voigtländer und Helmut Jacob. Unter Mitarbeit von Peter Boeker u. a. Fachkollegen. Ulmer, Stuttgart 1987.